# Giro d'Italia 1984
Il Giro d'Italia 1984, sessantasettesima edizione della "Corsa Rosa", si svolse in ventidue tappe precedute un cronoprologo iniziale dal 17 maggio al 10 giugno, per un percorso totale di 3 810 km. Fu vinto da Francesco Moser.
La corsa fu seguita da strascichi polemici. Vincenzo Torriani decise di rinunciare al passaggio sullo Stelvio, che valutò intransitabile a causa della neve (anche se testimonianze dirette sembravano smentirlo), e modificò il percorso della 18sima tappa rendendolo molto più agevole. Fignon accusò esplicitamente gli organizzatori di voler così favorire Moser. Il giorno successivo il francese attaccò deciso sulle Dolomiti e conquistò la maglia rosa ad Arabba. L'ultima tappa, una cronometro di 42 km, si concluse però con l'arrivo trionfale di Moser all'Arena di Verona: il trentino recuperò tutto lo svantaggio grazie anche all'uso di una bicicletta con ruote lenticolari, simile a quella da lui utilizzata per il record dell'ora.
Alla conclusione del Giro si levarono subito proteste da parte di Fignon e del suo entourage, che accusarono gli organizzatori della corsa di aver favorito Moser in diversi modi. Secondo le accuse, Moser fu visto in varie occasioni sfruttare la scia delle auto della squadra e ricevere spinte nelle salite, senza essere mai penalizzato dai giudici di gara. Fignon inoltre denunciò pubblicamente che durante la cronometro finale gli elicotteri delle riprese televisive volarono bassi davanti a lui per rallentarne il ritmo, mentre si posizionarono dietro Moser per agevolarne la pedalata.
Il Giro fu trasmesso in tv da Raidue e in radio da Rai Radio1.

## Regolamento

### Maglie e classifiche
il regolamento quell'anno prevedeva 4 maglie: la maglia rosa (come sempre per il migliore in classifica generale), la maglia ciclamino (leader della classifica a punti), la maglia verde (leader della classifica scalatori), e la  maglia bianca (Classifica giovani). Inoltre fu presente la classifica a squadre. 

### Abbuoni
Gli abbuoni assegnati nelle tappe in linea furono di 20" 15" 10" 5" ai primi quattro classificati all'arrivo.

## Tappe
| Tappa  | Data      | Percorso                                        | km    | Vincitore di tappa | Leader cl. generale |
| ------ | --------- | ----------------------------------------------- | ----- | ------------------ | ------------------- |
| prol.  | 17 maggio | Lucca > Lucca (cron. individuale)               | 5     | Francesco Moser    | Francesco Moser     |
| 1ª     | 18 maggio | Lucca > Marina di Pietrasanta (cron. a squadre) | 55    | Renault-Elf        | Laurent Fignon      |
| 2ª     | 19 maggio | Marina di Pietrasanta > Firenze                 | 127   | Urs Freuler        | Laurent Fignon      |
| 3ª     | 20 maggio | Bologna > Madonna di San Luca                   | 110   | Moreno Argentin    | Laurent Fignon      |
| 4ª     | 21 maggio | Bologna > Numana                                | 238   | Stefan Mutter      | Laurent Fignon      |
| 5ª     | 22 maggio | Numana > Blockhaus                              | 194   | Moreno Argentin    | Francesco Moser     |
| 6ª     | 23 maggio | Chieti > Foggia                                 | 193   | Francesco Moser    | Francesco Moser     |
| 7ª     | 24 maggio | Foggia > Marconia di Pisticci                   | 226   | Urs Freuler        | Francesco Moser     |
| 8ª     | 25 maggio | Policoro > Agropoli                             | 228   | Urs Freuler        | Francesco Moser     |
| 9ª     | 26 maggio | Agropoli > Cava de' Tirreni                     | 104   | Dag Erik Pedersen  | Francesco Moser     |
| 10ª    | 27 maggio | Cava de' Tirreni > Isernia                      | 209   | Martial Gayant     | Francesco Moser     |
| 11ª    | 28 maggio | Isernia > Rieti                                 | 243   | Urs Freuler        | Francesco Moser     |
|        | 29 maggio | giorno di riposo                                |       |                    |                     |
| 12ª    | 30 maggio | Rieti > Città di Castello                       | 175   | Paolo Rosola       | Francesco Moser     |
| 13ª    | 31 maggio | Città di Castello > Lerici                      | 269   | Roberto Visentini  | Francesco Moser     |
| 14ª    | 1º giugno | Lerici > Alessandria                            | 204   | Sergio Santimaria  | Francesco Moser     |
| 15ª    | 2 giugno  | Certosa di Pavia > Milano (cron. individuale)   | 38    | Francesco Moser    | Francesco Moser     |
| 16ª    | 3 giugno  | Alessandria > Bardonecchia                      | 198   | Dag Erik Pedersen  | Francesco Moser     |
| 17ª    | 4 giugno  | Bardonecchia > Lecco                            | 249   | Jürg Bruggmann     | Francesco Moser     |
| 18ª    | 5 giugno  | Lecco > Merano                                  | 252   | Bruno Leali        | Francesco Moser     |
|        | 6 giugno  | giorno di riposo                                |       |                    |                     |
| 19ª    | 7 giugno  | Merano > Selva di Val Gardena                   | 74    | Marino Lejarreta   | Francesco Moser     |
| 20ª    | 8 giugno  | Selva di Val Gardena > Arabba                   | 169   | Laurent Fignon     | Laurent Fignon      |
| 21ª    | 9 giugno  | Arabba > Treviso                                | 208   | Guido Bontempi     | Laurent Fignon      |
| 22ª    | 10 giugno | Soave > Verona (cron. individuale)              | 42    | Francesco Moser    | Francesco Moser     |
| Totale | Totale    | Totale                                          | 3 810 |                    |                     |

## Squadre e corridori partecipanti
| N.    | Cod. | Squadra                  |
| ----- | ---- | ------------------------ |
| 1-9   | DEL  | Del Tongo-Colnago        |
| 11-19 | ALF  | Alfa Lum-Olmo            |
| 21-29 | ARI  | Ariostea-Benotto         |
| 31-39 | ATA  | Atala-Campagnolo         |
| 41-49 | BIA  | Bianchi-Piaggio          |
| 51-59 | CAR  | Carrera-Inoxpran         |
| 61-69 | DRO  | Dromedario-Alan-Sidermec |
| 71-79 | FAN  | Fanini-Wührer-Sibicar    |
| 81-89 | ZOR  | Gemeaz Cusin-Zor         |
| 91-99 | GIS  | Gis Gelati-Tuc Lu        |

| N.      | Cod. | Squadra                        |
| ------- | ---- | ------------------------------ |
| 101-109 | LIN  | Gianni Motta-Linea M.D. Italia |
| 111-119 | CIL  | Magniflex-Cilo-Aufina          |
| 121-129 | MAL  | Malvor-Bottecchia              |
| 131-139 | MET  | Metauro Mobili-Pinarello       |
| 141-149 | MUR  | Murella-Rossin                 |
| 151-159 | REN  | Renault-Elf                    |
| 161-169 | SAM  | Sammontana-Campagnolo          |
| 171-179 | SAN  | Santini-Conti-Galli            |
| 181-189 | BRI  | Supermercati Brianzoli-Wilier  |

## Dettagli delle tappe

### Cronoprologo
- 17 maggio: Lucca > Lucca – 5 km (Crono individuale)

Risultati
| Pos. | Corridore         | Squadra           | Tempo |
| ---- | ----------------- | ----------------- | ----- |
| 1    | Francesco Moser   | Gis Gelati-Tuc Lu | 6'14" |
| 2    | Silvestro Milani  | Malvor-Sidi       | a 11" |
| 3    | Roberto Visentini | Carrera-Inoxpran  | a 12" |

| Pos. | Corridore         | Squadra           | Tempo |
| ---- | ----------------- | ----------------- | ----- |
| 1    | Francesco Moser   | Gis Gelati-Tuc Lu | 6'14" |
| 2    | Silvestro Milani  | Malvor-Sidi       | a 11" |
| 3    | Roberto Visentini | Carrera-Inoxpran  | a 12" |

Descrizione e riassunto
Cronoprologo con giro delle mura di Lucca.

### 5ª tappa
- 22 maggio: Numana > Blockhaus – 194 km

Risultati
| Pos. | Corridore       | Squadra               | Tempo    |
| ---- | --------------- | --------------------- | -------- |
| 1    | Moreno Argentin | Sammontana-Campagnolo | 5h40'11" |
| 2    | Francesco Moser | Gis Gelati-Tuc Lu     | a 2"     |
| 3    | Acácio da Silva | Malvor-Bottecchia     | a 3"     |

| Pos. | Corridore         | Squadra               | Tempo     |
| ---- | ----------------- | --------------------- | --------- |
| 1    | Francesco Moser   | Gis Gelati-Tuc Lu     | 18h47'59" |
| 2    | Roberto Visentini | Carrera-Inoxpran      | a 9"      |
| 3    | Moreno Argentin   | Sammontana-Campagnolo | a 19"     |

Descrizione e riassunto
La salita per la Maiella non presentava pendenze elevate, ma la lunghezza della tappa fece selezione fra i corridori in gara.

### 7ª tappa
- 24 maggio: Foggia > Marconia di Pisticci – 226 km

Descrizione e riassunto
I capitani delle squadre si accordano e indicono uno "sciopero". I corridori contestano il tracciato di tappa per la presunta pericolosità (presenza di una curva insidiosa e di una galleria buia). Il gruppo procede ad andatura turistica fino all'arrivo. Il velocista Paolo Rosola (team Bianchi-Piaggio, visibile nelle inquadrature dall'elicottero della diretta Rai) dirige/blocca il traffico e invita ad astenersi dal lavoro. Quasi tutti i corridori vorrebbero rinunciare allo sprint percorrendo gli ultimi cento metri a piedi, ma tra i trasgressori vi è lo svizzero Freuler, che allunga e vince. Secondo è Mantovani. La giuria dichiara valido l'ordine di arrivo, ma la direzione del Giro sospende la consegna dei premi di tappa.
Il quotidiano Repubblica (25 maggio 1984) definirà la tappa "una farsa". Secondo Claudio Icardi, cronista Rai, la carovana del Giro "ha rimediato una figuraccia".
Una sintesi dell'episodio è visibile qui (sito RaiPlay, programma "Cento Giri", Rai Sport, puntata 28 aprile 2017 Archiviato il 5 gennaio 2018 in Internet Archive.), dal minuto 39, e al link di questo canale YouTube.

### 18ª tappa
- 6 giugno: Lecco > Merano – 245 km

Risultati
| Pos. | Corridore         | Squadra                  | Tempo    |
| ---- | ----------------- | ------------------------ | -------- |
| 1    | Bruno Leali       | Carrera-Inoxpran         | 6h15'19" |
| 2    | Dag Erik Pedersen | Murella-Rossin-Tesint 84 | a 5"     |
| 3    | Maurizio Piovani  | Del Tongo-Colnago        | s.t.     |

| Pos. | Corridore         | Squadra               | Tempo   |
| ---- | ----------------- | --------------------- | ------- |
| 1    | Francesco Moser   | Gis Gelati-Tuc Lu     |         |
| 2    | Roberto Visentini | Carrera-Inoxpran      | a 1'03" |
| 3    | Moreno Argentin   | Sammontana-Campagnolo | a 2'06" |

Descrizione e riassunto
Tappa con tracciato di riserva data l'accertata intransitabilità dello Stelvio e il pericolo per l'incolumità dei corridori: 245 chilometri. Due vette, passo del Tonale (m. 1883) e passo delle Palade (m. 1812) con discesa su Merano.

### 19ª tappa
- 7 giugno: Merano > Selva di Val Gardena – 74 km

Risultati
| Pos. | Corridore        | Squadra               | Tempo    |
| ---- | ---------------- | --------------------- | -------- |
| 1    | Marino Lejarreta | Alfa Lum-Olmo         | 1h56'11" |
| 2    | Laurent Fignon   | Renault-Elf           | a 1'08"  |
| 3    | Moreno Argentin  | Sammontana-Campagnolo | s.t.     |

| Pos. | Corridore       | Squadra               | Tempo   |
| ---- | --------------- | --------------------- | ------- |
| 1    | Francesco Moser | Gis Gelati-Tuc Lu     |         |
| 2    | Laurent Fignon  | Renault-Elf           | a 1'03" |
| 3    | Moreno Argentin | Sammontana-Campagnolo | a 1'07" |

Descrizione e riassunto
Tappa dolomitica che rimise in discussione il Giro. Moser resistette ma perse un minuto.

### 22ª tappa
- 10 giugno: Soave > Verona – Cronometro individuale – 42 km

Descrizione e riassunto
Nell'ultima frazione a cronometro Moser vinse nettamente, infliggendo a Fignon 2'24" e conquistando il Giro con 1'03" sul francese. Fignon si lamentò dell'elicottero a seguito del Giro, che a suo parere aveva aiutato il trentino con il movimento d'aria del rotore.

## Evoluzione delle classifiche
| Tappa              | Vincitore          | Classifica generale Maglia rosa | Classifica a punti Maglia ciclamino | Classifica scalatori Maglia verde | Classifica miglior giovane Maglia bianca |
| ------------------ | ------------------ | ------------------------------- | ----------------------------------- | --------------------------------- | ---------------------------------------- |
| Prol.              | Francesco Moser    | Francesco Moser                 | non assegnato                       | non assegnato                     | non assegnato                            |
| 1ª                 | Renault-Elf        | Laurent Fignon                  | non assegnato                       | non assegnato                     | non assegnato                            |
| 2ª                 | Urs Freuler        | Laurent Fignon                  | Urs Freuler                         | non assegnato                     | Bruno Wojtinek                           |
| 3ª                 | Moreno Argentin    | Laurent Fignon                  | Moreno Argentin                     | Franco Chioccioli                 | Charly Mottet                            |
| 4ª                 | Stefan Mutter      | Laurent Fignon                  | Urs Freuler                         | Franco Chioccioli                 | Charly Mottet                            |
| 5ª                 | Moreno Argentin    | Francesco Moser                 | Moreno Argentin                     | Moreno Argentin                   | Charly Mottet                            |
| 6ª                 | Francesco Moser    | Francesco Moser                 | Moreno Argentin                     | Moreno Argentin                   | Charly Mottet                            |
| 7ª                 | Urs Freuler        | Francesco Moser                 | Urs Freuler                         | Moreno Argentin                   | Charly Mottet                            |
| 8ª                 | Urs Freuler        | Francesco Moser                 | Urs Freuler                         | Moreno Argentin                   | Charly Mottet                            |
| 9ª                 | Dag Erik Pedersen  | Francesco Moser                 | Urs Freuler                         | Moreno Argentin                   | Charly Mottet                            |
| 10ª                | Martial Gayant     | Francesco Moser                 | Urs Freuler                         | Flavio Zappi                      | Charly Mottet                            |
| 11ª                | Urs Freuler        | Francesco Moser                 | Urs Freuler                         | Flavio Zappi                      | Charly Mottet                            |
| 12ª                | Paolo Rosola       | Francesco Moser                 | Urs Freuler                         | Flavio Zappi                      | Charly Mottet                            |
| 13ª                | Roberto Visentini  | Francesco Moser                 | Urs Freuler                         | Flavio Zappi                      | Charly Mottet                            |
| 14ª                | Sergio Santimaria  | Francesco Moser                 | Urs Freuler                         | Flavio Zappi                      | Charly Mottet                            |
| 15ª                | Francesco Moser    | Francesco Moser                 | Urs Freuler                         | Flavio Zappi                      | Charly Mottet                            |
| 16ª                | Dag Erik Pedersen  | Francesco Moser                 | Urs Freuler                         | Flavio Zappi                      | Charly Mottet                            |
| 17ª                | Jürg Bruggmann     | Francesco Moser                 | Urs Freuler                         | Flavio Zappi                      | Charly Mottet                            |
| 18ª                | Bruno Leali        | Francesco Moser                 | Urs Freuler                         | Flavio Zappi                      | Charly Mottet                            |
| 19ª                | Marino Lejarreta   | Francesco Moser                 | Urs Freuler                         | Flavio Zappi                      | Charly Mottet                            |
| 20ª                | Laurent Fignon     | Laurent Fignon                  | Urs Freuler                         | Laurent Fignon                    | Charly Mottet                            |
| 21ª                | Guido Bontempi     | Laurent Fignon                  | Johan van der Velde                 | Laurent Fignon                    | Charly Mottet                            |
| 22ª                | Francesco Moser    | Francesco Moser                 | Urs Freuler                         | Laurent Fignon                    | Charly Mottet                            |
| Classifiche finali | Classifiche finali | Francesco Moser                 | Urs Freuler                         | Laurent Fignon                    | Charly Mottet                            |

## Classifiche finali

### Classifica generale - Maglia rosa
| Pos. | Corridore                | Squadra        | Tempo     |
| 1    | Francesco Moser          | Gis Gelati     | 98h32'20" |
| 2    | Laurent Fignon           | Renault-Elf    | a 1'03"   |
| 3    | Moreno Argentin          | Sammontana     | a 4'26"   |
| 4    | Marino Lejarreta         | Alfa Lum-Olmo  | a 4'33"   |
| 5    | Johan van der Velde      | Metauro Mobili | a 6'56"   |
| 6    | Gianbattista Baronchelli | Murella-Rossin | a 7'48"   |
| 7    | Lucien Van Impe          | Metauro Mobili | a 10'19"  |
| 8    | Beat Breu                | Magniflex-Cilo | a 11'39"  |
| 9    | Mario Beccia             | Malvor         | a 11'41"  |
| 10   | Dag Erik Pedersen        | Murella-Rossin | a 13'35"  |

### Classifica a punti - Maglia ciclamino
| Pos. | Corridore           | Squadra           | Punti |
| 1    | Urs Freuler         | Atala-Campagnolo  | 178   |
| 2    | Johan van der Velde | Metauro Mobili    | 172   |
| 3    | Francesco Moser     | Gis Gelati-Tuc Lu | 166   |
| 4    | Dag Erik Pedersen   | Murella-Rossin    | 160   |
| 5    | Laurent Fignon      | Renault-Elf       | 150   |

### Classifica scalatori - Maglia verde
| Pos. | Corridore             | Squadra        | Punti |
| 1    | Laurent Fignon        | Renault-Elf    | 53    |
| 2    | Flavio Zappi          | Metauro Mobili | 40    |
| 3    | Moreno Argentin       | Sammontana     | 30    |
| 4    | Johan van der Velde   | Metauro Mobili | 29    |
| 5    | Jesús Rodríguez Magro | Gemeaz Cusin   | 28    |

### Classifica giovani - Maglia bianca
| Pos. | Corridore            | Squadra        | Tempo    |
| 1    | Charly Mottet        | Renault-Elf    | 99h02'11 |
| 2    | Jens Veggerby        | Fanini-Wührer  | a 25'55" |
| 3    | Giocondo Dalla Rizza | Sup. Brianzoli | a 43'06" |
| 4    | Elio Festa           | Santini-Conti  | a 47'10" |
| 5    | Jesús Ibañez         | Gemeaz Cusin   | a 55'55" |

### Classifica a squadre
| Pos. | Squadra           | Punti      |
| ---- | ----------------- | ---------- |
| 1    | Renault-Elf       | 293h48'45" |
| 2    | Murella-Rossin    | a 2'34"    |
| 3    | Carrera-Inoxpran  |            |
| 4    | Del Tongo-Colnago |            |
| 5    | Alfa Lum-Olmo     |            |